# Naturalny metajęzyk semantyczny
Naturalny metajęzyk semantyczny – sztuczny język stworzony przez Annę Wierzbicką; forma badania i opisywania znaczenia słów i emocji w różnych językach. Jest jednym z przyrządów językoznawstwa kognitywnego. Metajęzyk odwołuje się do najprostszych pojęć występujących we wszystkich językach i mających w nim maksymalnie zbliżone znaczenie. Powstał i jest wciąż udoskonalany na podstawie analizy dostępnych danych dotyczących wszystkich istniejących języków świata.
Słownik metajęzyka tworzy kilkanaście gniazd językowych. Według obecnej wersji metajęzyk obejmuje następujące słowa/pojęcia:
1. ja, ty, ktoś, coś, ludzie, ciało
2. ten, ten sam, inny
3. jeden, dwa, niektóre, dużo, wszystko
4. dobry, zły, duży, mały
5. myśleć, wiedzieć, chcieć, czuć, widzieć, słyszeć
6. mówić, słowo, prawda
7. robić, dziać się (zdarzać się), ruszać się
8. być (istnieć), mieć
9. żyć, umrzeć
10. nie, być może, móc, bo (=ponieważ, z powodu), jeżeli
11. kiedy, teraz, chwila, po (potem), przed (przedtem), długo, krótko, przez pewien czas
12. gdzie, tutaj, pod, nad, daleko, blisko, z tej strony, wewnątrz
13. bardzo, więcej
14. rodzaj, część
15. tak jak, taki jak

Z tego zestawu słów budowane są schematy opisujące dane pojęcia czy emocje. Taka konstrukcja schematu i jego odwoływanie się do pojęć najprostszych i uniwersalnych daje możliwość pełniejszego, niż w przypadku zastosowania innych metod, porównania słów (nierzadko słownikowo) tłumaczonych na siebie.
Schemat metajęzyka można zrozumieć na przykładzie objaśnienia słowa „złość”:
Osoba x zrobiła coś
To jest coś złego
Nie chcę, aby ta osoba robiła to
Gdy ta osoba to robi, to ja czuję coś złego
Nie chcę, by ona to robiła
Nie mogę nic zrobić, aby ta osoba nie robiła tego
Z tego powodu czuję coś złego
Metajęzyk znajduje zastosowanie w językoznawstwie kognitywnym, psychologii i komunikacji międzykulturowej i wszelkich naukach zajmujących się emocjami, w szczególności w różnych kulturach.